# Liste biblischer Personen/S
Diese Liste biblischer Personen führt Eigennamen von Personen auf, die in der Bibel vorkommen. Sie ist nach dem Alphabet auf mehrere Seiten aufgeteilt. Angegeben sind jene Bibelstellen, in denen die Person zuerst genannt wird. Namen von Orten, Bergen, Flüssen, Seen, Meeren, Inseln, Heiligtümern, Ländern, Völkern finden sich in der Liste geographischer und ethnographischer Bezeichnungen in der Bibel. 

## S
| Name (dt.)     | Name (Urtext)                                 | Bedeutung des Namens | Bibelstelle       | Person                                                                                      |
| -------------- | --------------------------------------------- | --- | ----------------- | ------------------------------------------------------------------------------------------- |
| Saawan         | זַעֲוָן zaʿᵃwān                                  | unsicher | Gen 36,27 u. ö.   | Sohn Ezers                                                                                  |
| Saba           | שְׁבָא šəḇāʾ                                     | „aufbrechen“, „eine Reise unternehmen“ | Gen 10,7          | Sohn von Ragma                                                                              |
| Saba           | שְׁבָא šəḇāʾ                                     | „aufbrechen“, „eine Reise unternehmen“ | 1 Chr 1,22        | Sohn von Joktan                                                                             |
| Sabbai         | זַבַּי zabbaj                                    | „[JHWH] hat geschenkt“ | Esr 10,28 u. ö.   | in Mischehe Lebender                                                                        |
| Sabad          | זָבָד zāḇād                                     | „[Gott] hat geschenkt“ | 1 Chr 2,36f       | Mann aus dem Stamm Juda, Sohn Natans, Vater Eflals                                          |
| Sabad          | זָבָד zāḇād                                     | „[Gott] hat geschenkt“ | 1 Chr 7,21        | Efraimiter, Sohn Tahats, Vater Schutelachs                                                  |
| Sabad          | זָבָד zāḇād                                     | „[Gott] hat geschenkt“ | 1 Chr 11,41       | einer der dreißig Helden König Davids, Sohn Achlais                                         |
| Sabad          | זָבָד zāḇād                                     | „[Gott] hat geschenkt“ | 2 Chr 24,26       | Verschwörer gegen Joasch, Sohn der Ammoniterin Schimat                                      |
| Sabad          | זָבָד zāḇād                                     | „[Gott] hat geschenkt“ | Esr 10,27         | ein in Mischehe Lebender, Sohn Sattus                                                       |
| Sabad          | זָבָד zāḇād                                     | „[Gott] hat geschenkt“ | Esr 10,33         | ein zweiter in Mischehe Lebender, Sohn Haschums                                             |
| Sabad          | זָבָד zāḇād                                     | „[Gott] hat geschenkt“ | Esr 10,43         | ein dritter in Mischehe Lebender, Sohn Nebos                                                |
| Sabdi          | זַבְדִּי zaḇdî                                    | „[Gott] hat geschenkt“ | Jos 7,1 u. ö.     | Vater Karmis und Großvater Achans, Sohn Serachs, Enkel Judas                                |
| Sabdi          | זַבְדִּי zaḇdî                                    | „[Gott] hat geschenkt“ | 1 Chr 8,19        | Benjaminit                                                                                  |
| Sabdi          | זַבְדִּי zaḇdî                                    | „[Gott] hat geschenkt“ | 1 Chr 27,27       | Aufseher über die Weinberge                                                                 |
| Sabdi          | זַבְדִּי zaḇdî                                    | „[Gott] hat geschenkt“ | Neh 11,17         | Vorfahr Mattanjas                                                                           |
| Sabdiël        | זַבְדִּיאֵל zaḇdîʾēl                               | „Gott hat geschenkt“ | 1 Chr 27,2        | Vater Joschobams                                                                            |
| Sabdiël        | זַבְדִּיאֵל zaḇdîʾēl                               | „Gott hat geschenkt“ | Neh 11,14         | Vorsteher                                                                                   |
| Sabta          | סַבְתָּה saḇtâ                                    | „Durchbruch“ | Gen 10,7 u. ö.    | Sohn Kuschs, Urenkel Noachs                                                                 |
| Sabtecha       | סַבְתְּכָא saḇtəḵāʾ                                | „schlagen“ | Gen 10,7          | Sohn Kuschs, Urenkel Noachs                                                                 |
| Sabud          | זָבוּד zāḇūd                                    | „der Geschenkte“ | 1 Kön 4,5         | Minister Salomos                                                                            |
| Sabud          | זָבוּד zāḇūd                                    | „der Geschenkte“ | Esr 8,14          | Heimkehrer, auch Sakkur                                                                     |
| Sachar         | שָׂכָר śāḵār                                     | „Lohn“ | 1 Chr 26,4        | Torhüterabteilung                                                                           |
| Sachar         | שָׂכָר śāḵār                                     | „Lohn“ | 1 Chr 11,35       | Vater eines Helden Davids                                                                   |
| Sacharja       | זְכַרְיָהוּ zəḵarjāhū und זְכַרְיָה zəḵarjâ            | „JHWH hat sich erinnert“ | Sach 1,1          | Prophet                                                                                     |
| Sacheja        | שָׂכְיָה śāḵəjâ                                   | unsicher, vllt. „er hat [aus]geschaut“, „er hat gehofft“ oder „JHWH hat umzäunt“                                                                     | 1 Chr 8,10        | Benjaminit                                                                                  |
| Saf            | סַף sap̄                                        | unbekannt | 2 Sam 21,18       | Rafaïter, auch Sippai                                                                       |
| Saham          | זַהַם zaham                                     | „übel riechen“, „Ekel empfinden“ | 2 Chr 11,19       | Sohn Rehabeams                                                                              |
| Sakkai         | זַכַּי zakkaj                                    | „er steht rein da“ oder „hell sein“, „schuldlos sein“                                                                                                | Esr 2,9 u. ö.     | Oberhaupt einer Heimkehrersippe                                                             |
| Sakkur         | זַכּוּי zakkūr                                   | „[Gott] hat sich erinnert“, „[Gott] gedenkt“ | Num 13,4          | Benjaminiter, Vater des Kundschafters Schammua                                              |
| Sakkur         | זַכּוּי zakkūr                                   | „[Gott] hat sich erinnert“, „[Gott] gedenkt“ | 1 Chr 4,26        | Simeoniter, Sohn Hammuëls, Vater Schimis                                                    |
| Sakkur         | זַכּוּי zakkūr                                   | „[Gott] hat sich erinnert“, „[Gott] gedenkt“ | 1 Chr 24,27       | Levit, Merariter, Nachkomme Jaasijas                                                        |
| Sakkur         | זַכּוּי zakkūr                                   | „[Gott] hat sich erinnert“, „[Gott] gedenkt“ | 1 Chr 25,2.10     | Levit, Sänger, Sohn Asafs                                                                   |
| Sakkur         | זַכּוּי zakkūr                                   | „[Gott] hat sich erinnert“, „[Gott] gedenkt“ | Esr 8,14          | Rückkehrer aus dem babylonischen Exil, Nachkomme Bigwais                                    |
| Sakkur         | זַכּוּי zakkūr                                   | „[Gott] hat sich erinnert“, „[Gott] gedenkt“ | Neh 3,2           | Sohn Imris, Beteiligter beim Bau der Mauer Jerusalems                                       |
| Sakkur         | זַכּוּי zakkūr                                   | „[Gott] hat sich erinnert“, „[Gott] gedenkt“ | Neh 10,13         | Levit, auf das Gesetz Verpflichteter                                                        |
| Sakkur         | זַכּוּי zakkūr                                   | „[Gott] hat sich erinnert“, „[Gott] gedenkt“ | Neh 12,35         | Asafit                                                                                      |
| Sakkur         | זַכּוּי zakkūr                                   | „[Gott] hat sich erinnert“, „[Gott] gedenkt“ | Neh 13,13         | Sohn Mattanjas, Vater Hanans                                                                |
| Sakkut         | סִכּוּת sikkūt                                   | unbekanntes, umstrittenes Wort | Am 5,26           | vllt. Gottheit                                                                              |
| Sala           | Σαλά Salá                                     | unsicher, vllt. „Kanal“ oder Gottesname ŠLḤ oder „[Gott] hat [das Kind] gesandt“                                                                     | Lk 3,32           | im Stammbaum Jesu, auch Salmon                                                              |
| Sallu          | סַלּוּא sallūʾ und סַלֻּא salluʾ                    | vllt. „der Bezahlte“, „der [Wieder]erstattete“ | 1 Chr 9,7 u. ö.   | Benjaminiter, Sohn Mechullams, Einwohner Jerusalems nach dem Exil                           |
| Sallu          | סַלּוּ sallū und סַלַּי sallaj                      | vllt. „der Bezahlte“, „der [Wieder]erstattete“ | Neh 12,7 u. ö.    | Oberhaupt über Priester zur Zeit Jeschuas                                                   |
| Salma          | שַׂלְמָא śamlāʾ und שַׂלְמָה śamlâ                    | „Mantel“ | Rut 4,20 u. ö.    | Vater des Boas, auch Salmon                                                                 |
| Salma          | שַׂלְמָא śamlāʾ                                   | „Mantel“ | 1 Chr 2,51.54     | Judäer, Kalibbbiter                                                                         |
| Salmai         | שַׂלְמַי śalmaj und שַׂמְלַי śamlaj                   | „Mantel“ | Esr 2,46 u. ö.    | Tempelsklave                                                                                |
| Salmanassar    | שַׁלְמַנְאֶסֶר šalmanʾæsær                           | „Šulmānu ist der Erste“, „Šulmānu ist der Vornehmste“                                                                                                | 2 Kön 17,3 u. ö.  | König Assyriens                                                                             |
| Salmon         | שַׂלְמוֹן śalmōn, שַׂלְמָה śamlâ und שַׂלְמָא śamlāʾ      | „Mantel“ | Rut 4,20 u. ö.    | Sohn Nachschons, Vater des Boas, auch Salma                                                 |
| Salome         | Σαλώμη Salōmē                                 | „wohlbehalten sein“, „vollständig“, „Frieden halten“                                                                                                 | Mk 15,40 u. ö.    | Jüngerin Jesu                                                                               |
| Salomo         | שְׁלֹמֹה šəlōmōh                                  | unsicher, „Frieden, Wohlbefinden“ oder „seine Freude/Versöhnung“ oder „seine Ganzheit/Unversehrtheit“                                                | 2 Sam 5,14 u. ö.  | König über Israel, Sohn Davids                                                              |
| Salu           | סָלוּא sālūʾ                                    | „der Bezahlte“, „der [Wieder]erstattete“ | Num 25,14         | Simeoniter                                                                                  |
| Samla          | שַׂמְלָה śamlâ                                    | „Mantel“ | Gen 36,36 u. ö.   | König, aus Masreka                                                                          |
| Samuel         | שְׁמוּאֵל šəmūʾēl                                 | umstritten, „ŠM ist Gott“ oder „Name ist Gott“ i. S. v. „Nachkomme, Sohn“ oder „erhaben ist Gott“, „hoch ist Gott“                                   | 1 Sam 1,20 u. ö.  | Prophet und Richter in Israel                                                               |
| Sanballat      | סַנְבַלַּט sanḇallaṭ                               | „Sin hat [das Kind] gesund gemacht“, „Sin hat [das Kind] lebendig gemacht“                                                                           | Neh 2,10 u. ö.    | Statthalter der persischen Provinz Samaria, Widersacher Nehemias                            |
| Sanherib       | סַנְחֵרִיב sanḥērîḇ und סַנְחֵרִב sanḥēriḇ            | „Sin hat [mir] die [verstorbenen] Brüder ersetzt“ | 2 Kön 18,13       | Assyrischer König                                                                           |
| Sapphira       | Σαπφίρα Sapphíra                              | „schön“ | Apg 5,1           | Betrügerin beim Verkauf eines Grundstückes                                                  |
| Sara           | שָׂרָה śārâ                                      | „Dame von Rang“, „Herrin“, „Fürstin“ | Gen 17,15 u. ö.   | Frau Abraham und Mutter Isaaks                                                              |
| Saraf          | שָׂרָף śārāp̄                                     | „Seraph“ bzw. „Brennender“, „Glühender“ | 1 Chr 4,22        | Judäer                                                                                      |
| Sarai          | שָׂרַי śārāj                                     | „Fürstin“, „Beamtin“ oder „herrschen“, „regieren“ | Gen 11,29 u. ö.   | Frau Abraham und Mutter Isaaks, später in Sara umbenannt                                    |
| Sarezer        | שַׂרְאֶצֶת śarʾæṣær und שַׂר־אֶצֶר śar-ʾæṣær           | „[Gottheit,] Schütze den König“ | 2 Kön 19,37 u. ö. | Sohn Sanheribs                                                                              |
| Sarezer        | שַׂרְאֶצֶת śarʾæṣær und שַׂר־אֶצֶר śar-ʾæṣær           | „[Gottheit,] Schütze den König“ | Sach 7,2          | Gesandter Bet-Els                                                                           |
| Sargon II.     | סַרְגוֹן sargōn                                  | „der König ist rechtmäßig“ | Jes 20,1 u. ö.    | Neuassyrischer König                                                                        |
| Sasa           | זָזָא zāzāʾ                                     | vllt. „Granne“, „Zweig“ | 1 Chr 2,33        | Jerachmeeliter                                                                              |
| Satan          | הַשָּׂטָן haśśāṭān                                 | unsicher | 1 Chr 21,1 u. ö.  | personifiziertes himmlisches Wesen                                                          |
| Sattu          | זַתּוּא zattūʾ                                   | unklar | Esr 2,8 u. ö.     | Oberhaupt einer Heimkehrerfamilie                                                           |
| Saul           | שָׁאוּל šāʾūl                                    | „der Erbetene“ oder „[Gott] hat erbeten“ | 1 Sam 9,2 u. ö.   | Erster König Israels                                                                        |
| Saulus         | Σαῦλος Saûlos                                 | „der Erbetene“ oder „[Gott] hat erbeten“ | Apg 7,58          | jüdischer Name des Paulus                                                                   |
| Schaaf         | שַׁעַף šaʿap̄                                     | unsicher, vllt. „Balsam“ | 1 Chr 2,47.49     | Judäer                                                                                      |
| Schaaschgas    | שַׁעֲשְׁגַּז šaʿᵃšgaz                                | „der Lernbegierige“ | Est 2,14          | Kämmerer am persischen Hof                                                                  |
| Schabbetai     | שַׁבְּתַי šabbətaj                                 | „der am Sabbat Geborene“ | Esr 10,15 u. ö.   | (mehrere?) Leviten                                                                          |
| Schadrach      | שַׁדְרַךְ šadraḵ                                   | umstritten, vllt. „Same“, „Nachkommenschaft“ oder „brilliant“ oder „Befehl des Aku“                                                                  | Dan 1,7 u. ö.     | neuer Name für Hananja, dem Begleiter Daniels                                               |
| Schafam        | שָׁפַם šāp̄ām                                     | „Klippschliefer“ | 2 Chr 5,12        | Gadit                                                                                       |
| Schafan        | שָׁפָן šāp̄ān                                     | „Klippschliefer“ | 2 Kön 22,3 u. ö.  | Staatsschreiber                                                                             |
| Schafan        | שָׁפָן šāp̄ān                                     | „Klippschliefer“ | 2 Kön 25,22 u. ö. | Großvater Gedaljas                                                                          |
| Schafat        | שָׁפָט šāp̄āṭ                                     | „[Gott] hat Recht gesprochen“, „[Gott] herrscht“ | Num 13,5          | Simeoniter, Kundschafter, Sohn Horis                                                        |
| Schafat        | שָׁפָט šāp̄āṭ                                     | „[Gott] hat Recht gesprochen“, „[Gott] herrscht“ | 1 Kön 19,16 u. ö. | Vater Elischas                                                                              |
| Schafat        | שָׁפָט šāp̄āṭ                                     | „[Gott] hat Recht gesprochen“, „[Gott] herrscht“ | 1 Chr 3,22        | Davidide, Sohn Schechanjas                                                                  |
| Schafat        | שָׁפָט šāp̄āṭ                                     | „[Gott] hat Recht gesprochen“, „[Gott] herrscht“ | 1 Chr 5,12        | aus dem Stamm Gad, wohnt im Baschan                                                         |
| Schafat        | שָׁפָט šāp̄āṭ                                     | „[Gott] hat Recht gesprochen“, „[Gott] herrscht“ | 1 Chr 27,29       | Verwalter über Rinder in den Tälern, Sohn Adlais                                            |
| Schage         | שָׁגֵה šāgê                                      | unsicher, vllt. „verirrt“, „schwankend“ oder Mischform aus אָגֵא ʾāgēʾ und שַׁמָּה šammâ                                                                   | 1 Chr 11,34       | Vater eines Helden Davids                                                                   |
| Schaharajim    | שַׁחֲרַיִם šaḥᵃrajim                               | „die beiden Morgendämmerungen“ | 1 Chr 8,8         | Benjaminit                                                                                  |
| Schallum       | שַׁלּוּם šallūm und שַׁלֻּם šallum                    | „der Ersetzte“ oder „[JHWH] hat ersetzt“, „ersetzt durch [JHWH]“, „Ersatz von seiten [JHWHs]“                                                        | 2 Kön 15,10 u. ö. | Schallum, Sohn Jabeschs, König von Israel                                                   |
| Schallum       | שַׁלּוּם šallūm und שַׁלֻּם šallum                    | „der Ersetzte“ oder „[JHWH] hat ersetzt“, „ersetzt durch [JHWH]“, „Ersatz von seiten [JHWHs]“                                                        | 2 Kön 22,14 u. ö. | Mann der Hulda, Sohn Tikwas                                                                 |
| Schallum       | שַׁלּוּם šallūm und שַׁלֻּם šallum                    | „der Ersetzte“ oder „[JHWH] hat ersetzt“, „ersetzt durch [JHWH]“, „Ersatz von seiten [JHWHs]“                                                        | 1 Chr 2,40f       | Sohn des Sismei, Vater Jekamjas, aus dem Stamm Juda                                         |
| Schallum       | שַׁלּוּם šallūm und שַׁלֻּם šallum                    | „der Ersetzte“ oder „[JHWH] hat ersetzt“, „ersetzt durch [JHWH]“, „Ersatz von seiten [JHWHs]“                                                        | 1 Chr 3,15 u. ö.  | Beiname oder Geburtsname von König Joahas                                                   |
| Schallum       | שַׁלּוּם šallūm und שַׁלֻּם šallum                    | „der Ersetzte“ oder „[JHWH] hat ersetzt“, „ersetzt durch [JHWH]“, „Ersatz von seiten [JHWHs]“                                                        | 1 Chr 4,25        | Simeoniter, Sohn Schauls, Vater Mibsams                                                     |
| Schallum       | שַׁלּוּם šallūm und שַׁלֻּם šallum                    | „der Ersetzte“ oder „[JHWH] hat ersetzt“, „ersetzt durch [JHWH]“, „Ersatz von seiten [JHWHs]“                                                        | 1 Chr 5,38 u. ö.  | Oberpriester am Jerusalemer Tempel, Vorfahr Esras                                           |
| Schallum       | שַׁלּוּם šallūm und שַׁלֻּם šallum                    | „der Ersetzte“ oder „[JHWH] hat ersetzt“, „ersetzt durch [JHWH]“, „Ersatz von seiten [JHWHs]“                                                        | 1 Chr 7,13        | Sohn Naftalis                                                                               |
| Schallum       | שַׁלּוּם šallūm und שַׁלֻּם šallum                    | „der Ersetzte“ oder „[JHWH] hat ersetzt“, „ersetzt durch [JHWH]“, „Ersatz von seiten [JHWHs]“                                                        | 1 Chr 9,17 u. ö.  | Levit, Korachiter, Sohn Kores, Oberhaupt über die Torwächter                                |
| Schallum       | שַׁלּוּם šallūm und שַׁלֻּם šallum                    | „der Ersetzte“ oder „[JHWH] hat ersetzt“, „ersetzt durch [JHWH]“, „Ersatz von seiten [JHWHs]“                                                        | 2 Chr 28,12       | Efraimiter, Vater des Jehiskija                                                             |
| Schallum       | שַׁלּוּם šallūm und שַׁלֻּם šallum                    | „der Ersetzte“ oder „[JHWH] hat ersetzt“, „ersetzt durch [JHWH]“, „Ersatz von seiten [JHWHs]“                                                        | Jer 32,7          | Vater des Hanamel und Onkel Jeremias                                                        |
| Schallum       | שַׁלּוּם šallūm und שַׁלֻּם šallum                    | „der Ersetzte“ oder „[JHWH] hat ersetzt“, „ersetzt durch [JHWH]“, „Ersatz von seiten [JHWHs]“                                                        | Jer 35,4          | Vater eines Schwellenhüters am Jerusalemer Tempels                                          |
| Schallum       | שַׁלּוּם šallūm und שַׁלֻּם šallum                    | „der Ersetzte“ oder „[JHWH] hat ersetzt“, „ersetzt durch [JHWH]“, „Ersatz von seiten [JHWHs]“                                                        | Esr 10,42         | ein in Mischehe Lebender, Nachkomme Sakkais                                                 |
| Schallum       | שַׁלּוּם šallūm und שַׁלֻּם šallum                    | „der Ersetzte“ oder „[JHWH] hat ersetzt“, „ersetzt durch [JHWH]“, „Ersatz von seiten [JHWHs]“                                                        | Neh 3,12          | Verwaltunchschef beim Bau der Stadtmauer unter Nehemia                                      |
| Schallun       | שַׁלּוּן šallūn                                   | „der Ersetzte“ oder „[JHWH] hat ersetzt“, „ersetzt durch [JHWH]“, „Ersatz von seiten [JHWHs]“                                                        | Neh 3,15          | Verwaltungsbeamter                                                                          |
| Schalman       | שַׁלְמַן šalman                                   | unbekannt | Hos 10,14         | Feldherr, Zerstörer der Stadt Bet-Arbeel                                                    |
| Schama         | שָׁמָע šāmāʿ                                     | „[Gott] hat erhört“ | 1 Chr 11,44       | Held Davids                                                                                 |
| Schamgar       | שַׁמְגַּר šamgar                                   | unsicher, vllt. „Šimige hat gegeben“ | Ri 3,31 u. ö.     | Richter                                                                                     |
| Schamhut       | שַׁמְהוּת šamhūt                                  | unsicher, vllt. „[Gott] hat gehört“, oder „[Gott] hat behütet“                                                                                       | 1 Chr 27,8        | Offizier Davids                                                                             |
| Schamir        | שָׁמוּר šāmūr und שָׁמִיר šāmîr                     | „der Behütete“, „der Bewahrte“ oder „[JHWH] hat behütet“ oder „beschützt“ oder „Dorn“, „Diamant“                                                     | 1 Chr 24,24       | Levit, Sohn Michas                                                                          |
| Schamma        | שַׁמָּה šammâ                                     | unsicher, vllt. „[Gott] hat gehört“, oder „[Gott] hat behütet“                                                                                       | Gen 36,13 u. ö.   | Nachkommes Esaus, Sohn Reguëls                                                              |
| Schamma        | שַׁמָּה šammâ                                     | unsicher, vllt. „[Gott] hat gehört“, oder „[Gott] hat behütet“                                                                                       | 1 Sam 16,9        | Bruder Davids, auch Schima                                                                  |
| Schamma        | שַׁמָּה šammâ                                     | unsicher, vllt. „[Gott] hat gehört“, oder „[Gott] hat behütet“                                                                                       | 2 Sam 23,25       | Held Davids, aus Harod                                                                      |
| Schamma        | שַׁמָּה šammâ                                     | unsicher, vllt. „[Gott] hat gehört“, oder „[Gott] hat behütet“                                                                                       | 2 Sam 23,33       | Vater eines Helden Davids                                                                   |
| Schamma        | שַׁמָּא šammāʾ                                    | unsicher, vllt. „[Gott] hat gehört“, oder „[Gott] hat behütet“                                                                                       | 2 Sam 23,11       | Held Davids, Dritter der Drei, Harariter, Sohn Ages                                         |
| Schamma        | שַׁמָּא šammāʾ                                    | unsicher, vllt. „[Gott] hat gehört“, oder „[Gott] hat behütet“                                                                                       | 1 Chr 7,37        | Ascherit, Sohn Zofachs                                                                      |
| Schammai       | שַׁמַּי šammaj                                    | unsicher, vllt. „[Gott] hat gehört“, oder „[Gott] hat behütet“                                                                                       | 1 Chr 2,28        | Jerachmeeliter, Sohn Onams                                                                  |
| Schammai       | שַׁמַּי šammaj                                    | unsicher, vllt. „[Gott] hat gehört“, oder „[Gott] hat behütet“                                                                                       | 1 Chr 2,44f       | Kalebiter, Sohn Rekems                                                                      |
| Schammai       | שַׁמַּי šammaj                                    | unsicher, vllt. „[Gott] hat gehört“, oder „[Gott] hat behütet“                                                                                       | 1 Chr 4,17        | Kalebiter, Sohn Jeters                                                                      |
| Schammot       | שַׁמּוֹת šammōt                                   | unsicher, vllt. „[Gott] hat gehört“, oder „[Gott] hat behütet“                                                                                       | 1 Chr 11,27       | Held Davids                                                                                 |
| Schammua       | שַׁמּוּעַ šammūaʿ                                  | „der Erhörte“ i. S. v. „der durch Erhörung Geschenkte“, vllt. „[JHWH] hat gehört“                                                                    | Num 13,4          | Kundschafter, Rubeniter, Sohn Sakkurs                                                       |
| Schammua       | שַׁמּוּעַ šammūaʿ                                  | „der Erhörte“ i. S. v. „der durch Erhörung Geschenkte“, vllt. „[JHWH] hat gehört“                                                                    | 2 Sam 5,14 u. ö.  | Sohn Davids, auch Schima                                                                    |
| Schammua       | שַׁמּוּעַ šammūaʿ                                  | „der Erhörte“ i. S. v. „der durch Erhörung Geschenkte“, vllt. „[JHWH] hat gehört“                                                                    | 1 Chr 9,16 u. ö.  | Vater eines unter Nehemia in Jerusalem angesiedelten Leviten, auch Schemaja                 |
| Schammua       | שַׁמּוּעַ šammūaʿ                                  | „der Erhörte“ i. S. v. „der durch Erhörung Geschenkte“, vllt. „[JHWH] hat gehört“                                                                    | Neh 12,18         | Familienoberhaupt, Priester unter Hohepriester Jojakim                                      |
| Schamscherai   | שַׁמְשְׁרַי šamšəraj                                | Mischform ausch Schimschai und Schimri oder Scharaj                                                                                                  | 1 Chr 8,26        | Benjaminit                                                                                  |
| Scharaj        | שָׁרַי šāraj                                     | unbekannt | Esr 10,40         | geschiedener Judäer                                                                         |
| Scharar        | שָׁרָר šārār                                     | unsicher, vllt. „fest“, „befestigt“, „gesund“ | 2 Sam 23,33       | Vater eines Helden Davids                                                                   |
| Schaschai      | שָׁשַׁי šāšaj                                     | unbekannt | Esr 10,40         | geschiedener Judäer                                                                         |
| Schaschak      | שָׁשָׁק šāšāq                                     | unsicher | 1 Chr 8,14.25     | Benjaminit                                                                                  |
| Schaul         | שָׁאוּל šāʾūl                                    | „der Erbetene“ oder „[Gott] hat erbeten“ | Gen 36,37 u. ö.   | edomitischer König                                                                          |
| Schaul         | שָׁאוּל šāʾūl                                    | „der Erbetene“ oder „[Gott] hat erbeten“ | Gen 46,10 u. ö.   | Sohn Simeons und einer Kanaaniterin                                                         |
| Schaul         | שָׁאוּל šāʾūl                                    | „der Erbetene“ oder „[Gott] hat erbeten“ | 1 Chr 6,9         | Levit                                                                                       |
| Schawscha      | שַׁוְשָׁא šawšāʾ                                   | unsicher, vllt. „Ähnlichkeit [des Kindes mit jemandem]“                                                                                              | 1 Chr 18,16       | Staatsschreiber                                                                             |
| Scheal         | שְׁאָל šəʾāl                                     | „ich habe [Gott und das Kind] gebeten“ | Esr 10,29         | Priester                                                                                    |
| Schealtiël     | שְׁאַלתִּיאֵל šəʾāltîʾēl                            | „ich habe Gott [um das Kind] gebeten“ | 1 Chr 3,17 u. ö.  | Nachkomme Davids, Vater Serubbabels                                                         |
| Schearja       | שְׁעַרְיָה šəʿarjâ                                 | „JHWH hat [die Nachkommenschaft] berechnet“ | 1 Chr 8,38        | Bejaminit, Nachkomme Sauls                                                                  |
| Schear-Jaschub | שְׁאָר יָשׁוּב šəʾār jāšūḇ                          | „Ein Rest ist es, der umkehrt/umkehren wird“, „Ein Rest ist es, der zurückkehrt/zurückkehren wird“                                                   | Jes 7,3           | prophetischer Symbolname, Sohn Jesajas                                                      |
| Scheba         | שֶׁבַע šæḇaʿ                                     | „[Gott/JHWH] ist Segensfülle“ oder „Glück“, „Segensfülle“                                                                                            | 2 Sam 20,1 u. ö.  | Aufständischer, Benjaminiter, Sohn Bichris                                                  |
| Scheba         | שֶׁבַע šæḇaʿ                                     | „[Gott/JHWH] ist Segensfülle“ oder „Glück“, „Segensfülle“                                                                                            | 1 Chr 5,13        | Gaditer, Familienoberhaupt                                                                  |
| Schebanja      | שְׁבַנְיָהוּ šəḇanjāhū                              | unsicher, vllt. „Kehre zurück, JHWH!“ | 1 Chr 15,24       | Priester, Trompeter                                                                         |
| Schebanja      | שְׁבַנְיָה šəḇanjâ                                 | unsicher, vllt. „Kehre zurück, JHWH!“ | Neh 9,4f          | Levit                                                                                       |
| Schebanja      | שְׁבַנְיָה šəḇanjâ                                 | unsicher, vllt. „Kehre zurück, JHWH!“ | Neh 10,5          | Levit                                                                                       |
| Schebanja      | שְׁבַנְיָה šəḇanjâ                                 | unsicher, vllt. „Kehre zurück, JHWH!“ | Neh 10,11.13      | Priester, vllt. identisch mit Neh 9,4f                                                      |
| Schebanja      | שְׁבַנְיָה šəḇanjâ                                 | unsicher, vllt. „Kehre zurück, JHWH!“ | Neh 12,14         | Familienoberhaupt, vllt. identisch mit Neh 10,5                                             |
| Scheber        | שֶׁבֶר šæḇær                                     | unsicher, vllt. „einfältig“, „jung“, „Kind“ oder „Löwe“ oder „zerbrechen“ vllt. i. S. v. „körperliche Anomalie“                                      | 1 Chr 2,48        | Judäer, Kalibbiter                                                                          |
| Schebna        | שֶׁבְנָא šæḇnāʾ und שֶׁבְנָה šæḇnâ                    | unsicher, vllt. „Kehre zurück, JHWH!“ | 2 Kön 18,18 u. ö. | Staatsschreiber unter Hiskia                                                                |
| Schechanja     | שְׁכַנְיָהוּ šəḵanjāhū                              | „JHWH hat Wohnung genommen“ | 1 Chr 24,11       | Levit                                                                                       |
| Schechanja     | שְׁכַנְיָהוּ šəḵanjāhū                              | „JHWH hat Wohnung genommen“ | 2 Chr 31,15       | Levit                                                                                       |
| Schechanja     | שְׁכַנְיָה šəḵanjâ                                 | „JHWH hat Wohnung genommen“ | 1 Chr 3,21 u. ö.  | Davidide, Sohn Hananjas                                                                     |
| Schechanja     | שְׁכַנְיָה šəḵanjâ                                 | „JHWH hat Wohnung genommen“ | Esr 8,5           | Heimkehrer, Sohn Jahasiëls, Nachkomme Sattus                                                |
| Schechanja     | שְׁכַנְיָה šəḵanjâ                                 | „JHWH hat Wohnung genommen“ | Esr 10,2          | Sprecher der Jerusalemer Gemeinde zur Zeit Esras                                            |
| Schechanja     | שְׁכַנְיָה šəḵanjâ                                 | „JHWH hat Wohnung genommen“ | Neh 3,29 u. ö.    | Vater eines am Mauerbau Beteiligten                                                         |
| Schechanja     | שְׁכַנְיָה šəḵanjâ                                 | „JHWH hat Wohnung genommen“ | Neh 12,3          | Priester, Heimkehrer unter Serubbabel                                                       |
| Schechem       | שֶׁכֶם šæḵæm                                     | unsicher, „Nacken“, „Schulter“ | Jos 17,2 u. ö.    | Sohn Manasses                                                                               |
| Schedëur       | שְׁדֵיאוּר šədêʾūr                                | „Schaddai ist Licht“ | Num 1,5 u. ö.     | Rubeniter, Vater des Befehlshabers Elizur                                                   |
| Scheera        | שֶׁאֱרָה šæʾᵆrâ                                   | unsicher, vllt. „die Blutsverwandte“ i. S. v. „von Verwandten angenommenes Kind“ oder „Rest“, „Übriges“                                              | 1 Chr 7,24        | Ephraimitin                                                                                 |
| Schefatja      | שְׁפַטְיָהוּ šəp̄aṭjāhū                              | „JHWH hat Recht geschafft“, „JHWH hat [jemandem] Recht verschafft“                                                                                   | 1 Chr 12,6        | Anhänger Davids aus Haruf                                                                   |
| Schefatja      | שְׁפַטְיָהוּ šəp̄aṭjāhū                              | „JHWH hat Recht geschafft“, „JHWH hat [jemandem] Recht verschafft“                                                                                   | 1 Chr 27,16       | Fürst des Stammes Simeon                                                                    |
| Schefatja      | שְׁפַטְיָהוּ šəp̄aṭjāhū                              | „JHWH hat Recht geschafft“, „JHWH hat [jemandem] Recht verschafft“                                                                                   | 2 Chr 21,2        | Sohn des Königs Joschafat                                                                   |
| Schefatja      | שְׁפַטְיָה šəp̄aṭjâ                                 | „JHWH hat Recht geschafft“, „JHWH hat [jemandem] Recht verschafft“                                                                                   | 2 Sam 3,4 u. ö.   | Sohn Davids und der Abital                                                                  |
| Schefatja      | שְׁפַטְיָה šəp̄aṭjâ                                 | „JHWH hat Recht geschafft“, „JHWH hat [jemandem] Recht verschafft“                                                                                   | Jer 38,1          | Verleumder Jeremias, Sohn Mattans                                                           |
| Schefatja      | שְׁפַטְיָה šəp̄aṭjâ                                 | „JHWH hat Recht geschafft“, „JHWH hat [jemandem] Recht verschafft“                                                                                   | Esr 2,4 u. ö.     | Heimkehrer unter Serubbabel                                                                 |
| Schefatja      | שְׁפַטְיָה šəp̄aṭjâ                                 | „JHWH hat Recht geschafft“, „JHWH hat [jemandem] Recht verschafft“                                                                                   | Esr 2,57 u. ö.    | unter den Sklaven Salomos                                                                   |
| Schefatja      | שְׁפַטְיָה šəp̄aṭjâ                                 | „JHWH hat Recht geschafft“, „JHWH hat [jemandem] Recht verschafft“                                                                                   | Esr 9,8           | Benjaminit                                                                                  |
| Schefatja      | שְׁפַטְיָה šəp̄aṭjâ                                 | „JHWH hat Recht geschafft“, „JHWH hat [jemandem] Recht verschafft“                                                                                   | Neh 11,4          | Vorfahr eines durch Nehemia in Jerusalem angesiedelten Judäers                              |
| Schefi         | שְׁפוֹ šəp̄ō und שְׁפִי šəp̄î                         | unsicher, vllt. „Glatzkopf“, „glatt“ | Gen 36,23 u. ö.   | Sohn Schobals, Nachkomme Esaus                                                              |
| Schefufam      | שְׁפוּפָם šəp̄ūp̄ām                                 | unsicher, vllt. „abreiben“ | Num 26,39         | Benjaminit                                                                                  |
| Schefufan      | שְׁפוּפָן šəp̄ūp̄ān                                 | unsicher, vllt. „abreiben“ | 1 Chr 8,5         | Benjaminit                                                                                  |
| Scheharja      | שְׁחַרְיָה šəḥarjâ                                 | unsicher, vllt. „JHWH hat gesucht“ oder „Morgenröte ist JHWH“, „JHWHs Morgenröte“                                                                    | 1 Chr 8,26        | Benjaminit                                                                                  |
| Schela         | שֵׁלָה šēlâ                                      | unsicher, vllt. „er hat erbeten“, „der Erbetene“ | Gen 38,5 u. ö.    | Sohn Judas                                                                                  |
| Schelach       | שֶׁלַח šælaḥ                                     | unsicher, vllt. „Kanal“ oder Gottesname ŠLḤ oder „[Gott] hat [das Kind] gesandt“                                                                     | Gen 10,24 u. ö.   | Sohn von Arpachschad, Vater Ebers                                                           |
| Schelef        | שֶׁלֶף šælæp̄                                     | unbekannt | Gen 10,26 u. ö.   | zweiter Sohn Joktans                                                                        |
| Schelemja      | שֶׁלֶמְיָהוּ šælæmjāhū                              | „JHWH hat ersetzt“ oder vllt. „ersetzt durch JHWH“, „Ersatz von seiten JHWHs“                                                                        | Jer 36,14         | Vater Netanjas, Großvater Jehudis, des Gesandten an Baruch                                  |
| Schelemja      | שֶׁלֶמְיָהוּ šælæmjāhū                              | „JHWH hat ersetzt“ oder vllt. „ersetzt durch JHWH“, „Ersatz von seiten JHWHs“                                                                        | Jer 36,26         | Sohn Abdeels, von Jerachmeel zur Ergreifung Baruchs und Jeremias beauftragt                 |
| Schelemja      | שֶׁלֶמְיָהוּ šælæmjāhū                              | „JHWH hat ersetzt“ oder vllt. „ersetzt durch JHWH“, „Ersatz von seiten JHWHs“                                                                        | Esr 10,41         | geschiedener Priester zur Zeit Esras, Nachkomme Binnuis                                     |
| Schelemja      | שֶׁלֶמְיָהוּ šælæmjāhū und שֶׁלֶמְיָה šælæmjâ            | „JHWH hat ersetzt“ oder vllt. „ersetzt durch JHWH“, „Ersatz von seiten JHWHs“                                                                        | Jer 37,3 u. ö.    | Vater Juchals, eines von Zedekia Gesandten an Jeremia                                       |
| Schelemja      | שֶׁלֶמְיָה šælæmjâ                                 | „JHWH hat ersetzt“ oder vllt. „ersetzt durch JHWH“, „Ersatz von seiten JHWHs“                                                                        | Jer 37,13         | Vater des Jirija, eines Wächters am Benjamintor                                             |
| Schelemja      | שֶׁלֶמְיָה šælæmjâ                                 | „JHWH hat ersetzt“ oder vllt. „ersetzt durch JHWH“, „Ersatz von seiten JHWHs“                                                                        | Esr 10,39         | geschiedener Priester zur Zeit Esras, Nachkomme Binnuis                                     |
| Schelemja      | שֶׁלֶמְיָה šælæmjâ                                 | „JHWH hat ersetzt“ oder vllt. „ersetzt durch JHWH“, „Ersatz von seiten JHWHs“                                                                        | Neh 3,30          | Vater Hananjas, eines Baumeisters der Stadtmauer Jerusalems unter Nehemia                   |
| Schelemja      | שֶׁלֶמְיָה šælæmjâ                                 | „JHWH hat ersetzt“ oder vllt. „ersetzt durch JHWH“, „Ersatz von seiten JHWHs“                                                                        | Neh 13,13         | Priester, Verantwortlicher für die Vorräte                                                  |
| Schelemjahu    | שֶׁלֶמְיָהוּ šælæmjāhū                              | „JHWH hat ersetzt“ oder vllt. „ersetzt durch JHWH“, „Ersatz von seiten JHWHs“                                                                        | 1 Chr 26,14       | Torwächter am Osttor, auch Meschelemja                                                      |
| Schelesch      | שֵׁלֶשׁ šēlhæš                                    | unsicher, vllt. „gehorsam“, „sanft“ oder „Drei“ i. S. v. „Drilling“, bzw. „drittes Kind“                                                             | 1 Chr 7,35        | Ascherit                                                                                    |
| Schelomi       | שְׁלֹמִי šəlōmî                                   | „[meine] Unversehrtheit“, „[mein] Friede“, „[mein] Heil“, „[meine] Vollkommenheit“                                                                   | Num 34,27         | Ascherit, Vater des Anführers Ahihud                                                        |
| Schelomit      | שְׁלֹמִית šəlōmît und שְׁלֹמוֹת šəlōmōt               | „Unversehrtheit“, „Friede“, „Heil“, „Vollkommenheit“                                                                                                 | 1 Chr 23,9        | Levit, Gerschonit                                                                           |
| Schelomit      | שְׁלֹמִית šəlōmît und שְׁלֹמוֹת šəlōmōt               | „Unversehrtheit“, „Friede“, „Heil“, „Vollkommenheit“                                                                                                 | 1 Chr 23,18 u. ö. | Levit, Jizharit                                                                             |
| Schelomit      | שְׁלֹמִית šəlōmît und שְׁלֹמוֹת šəlōmōt               | „Unversehrtheit“, „Friede“, „Heil“, „Vollkommenheit“                                                                                                 | 1 Chr 26,25       | Levit aus der Linie Elieser                                                                 |
| Schelomit      | שְׁלֹמִית šəlōmît                                 | „Unversehrtheit“, „Friede“, „Heil“, „Vollkommenheit“                                                                                                 | 2 Chr 11,20       | Sohn Rehabeams                                                                              |
| Schelomit      | שְׁלֹמִית šəlōmît                                 | „Unversehrtheit“, „Friede“, „Heil“, „Vollkommenheit“                                                                                                 | Esr 8,10          | Heimkehrer aus dem babylonischen Exil unter Esra                                            |
| Schelomit      | שְׁלֹמִית šəlōmît                                 | „Unversehrtheit“, „Friede“, „Heil“, „Vollkommenheit“                                                                                                 | Lev 24,11         | Daniterin, Tochter Dibris                                                                   |
| Schelumiël     | שְׁלֻמִאֵל šəlumiʾēl                               | „[mein] Heil ist Gott“ | Num 1,6           | Simeoniter, Befehlshaber, Sohn Zurischaddais                                                |
| Schema         | שֶׁמַע šæmaʿ                                     | „Erhörung“ oder „[Gott] hat erhört“ | 1 Chr 2,43f       | Kalebiter, Sohn Hebrons                                                                     |
| Schema         | שֶׁמַע šæmaʿ                                     | „Erhörung“ oder „[Gott] hat erhört“ | 1 Chr 5,8         | Großvater eines Rubeniten                                                                   |
| Schema         | שֶׁמַע šæmaʿ                                     | „Erhörung“ oder „[Gott] hat erhört“ | 1 Chr 8,13        | Familienoberhaupt in Ajalon                                                                 |
| Schema         | שֶׁמַע šæmaʿ                                     | „Erhörung“ oder „[Gott] hat erhört“ | Neh 8,4           | Gemeindevorsteher zur Zeit Esras                                                            |
| Schemaa        | שְׁמָעָה šəmāʿâ                                   | „[Gott] hat gehört“ | 1 Chr 12,3        | Benjaminit                                                                                  |
| Schemaja       | שְׁמַעְיָהוּ šəmaʿjāhū                              | „JHWH hat erhört“ | 2 Chr 17,8        | Levit zur Zeit Josafats                                                                     |
| Schemaja       | שְׁמַעְיָהוּ šəmaʿjāhū                              | „JHWH hat erhört“ | 2 Chr 35,9        | Levit zur Zeit Joschijas                                                                    |
| Schemaja       | שְׁמַעְיָהוּ šəmaʿjāhū                              | „JHWH hat erhört“ | Jer 26,20         | Vater des Propheten Uria aus Kirjat-Jearim                                                  |
| Schemaja       | שְׁמַעְיָהוּ šəmaʿjāhū                              | „JHWH hat erhört“ | Jer 36,12         | Vater eines Ministers aus dem Kabinett Jojakims                                             |
| Schemaja       | שְׁמַעְיָהוּ šəmaʿjāhū und שְׁמַעְיָה šəmaʿjâ            | „JHWH hat erhört“ | 1 Kön 12,22 u. ö. | Prophet zur Zeit Rehabeams                                                                  |
| Schemaja       | שְׁמַעְיָהוּ šəmaʿjāhū und שְׁמַעְיָה šəmaʿjâ            | „JHWH hat erhört“ | 2 Chr 29,14 u. ö. | Levit, Nachkomme Jedutuns                                                                   |
| Schemaja       | שְׁמַעְיָהוּ šəmaʿjāhū und שְׁמַעְיָה šəmaʿjâ            | „JHWH hat erhört“ | Jer 29,24 u. ö.   | Schemaja von Nehelam, Widersacher Jeremias                                                  |
| Schemaja       | שְׁמַעְיָה šəmaʿjâ                                 | „JHWH hat erhört“ | 1 Chr 3,22        | Davidide, Sohn Schechanjas                                                                  |
| Schemaja       | שְׁמַעְיָה šəmaʿjâ                                 | „JHWH hat erhört“ | 1 Chr 5,4         | Rubeniter, Sohn Joels                                                                       |
| Schemaja       | שְׁמַעְיָה šəmaʿjâ                                 | „JHWH hat erhört“ | 1 Chr 9,16        | Vater eines Leviten aus der Familie Jedutun, auch Schammua                                  |
| Schemaja       | שְׁמַעְיָה šəmaʿjâ                                 | „JHWH hat erhört“ | 1 Chr 15,8.11     | Levit, Sohn Elizafans und Oberster                                                          |
| Schemaja       | שְׁמַעְיָה šəmaʿjâ                                 | „JHWH hat erhört“ | 1 Chr 24,6        | Schreiber und Levit, Sohn Netanels                                                          |
| Schemaja       | שְׁמַעְיָה šəmaʿjâ                                 | „JHWH hat erhört“ | 1 Chr 26,4 u. ö.  | Levit aus der Familie Obed-Edoms                                                            |
| Schemaja       | שְׁמַעְיָה šəmaʿjâ                                 | „JHWH hat erhört“ | Esr 8,13.16       | Rückkehrer aus dem Exil, Sohn Adonikams                                                     |
| Schemaja       | שְׁמַעְיָה šəmaʿjâ                                 | „JHWH hat erhört“ | Esr 10,21 u. ö.   | in Mischehe Lebende(r)                                                                      |
| Schemaja       | שְׁמַעְיָה šəmaʿjâ                                 | „JHWH hat erhört“ | Neh 3,29          | Torhüter des Osttores, Baumeister der Stadtmauer Jerusalems unter Nehemia, Sohn Schechanjas |
| Schemaja       | שְׁמַעְיָה šəmaʿjâ                                 | „JHWH hat erhört“ | Neh 11,15 u. ö.   | Levit, Sohn Haschubs                                                                        |
| Schemaja       | שְׁמַעְיָה šəmaʿjâ                                 | „JHWH hat erhört“ | Neh 12,6.18       | Priester, Heimkehrer aus dem babylonischen Exil unter Serubbabel                            |
| Schemaja       | שְׁמַעְיָה šəmaʿjâ                                 | „JHWH hat erhört“ | 1 Chr 4,37 u. ö.  | verschiedene Personen                                                                       |
| Schemarja      | שְׁמַרְיָהוּ šəmarjāhū                              | „JHWH hat behütet“, „JHWH hat bewahrt“ | 1 Chr 12,6        | Anhänger Davids, aus Haruf                                                                  |
| Schemarja      | שְׁמַרְיָה šəmarjâ                                 | „JHWH hat behütet“, „JHWH hat bewahrt“ | 1 Chr 11,19       | Sohn Rehabeams und Mahalats                                                                 |
| Schemarja      | שְׁמַרְיָה šəmarjâ                                 | „JHWH hat behütet“, „JHWH hat bewahrt“ | Esr 10,32         | ein in Mischehe Lebender, Nachkomme Harims                                                  |
| Schemarja      | שְׁמַרְיָה šəmarjâ                                 | „JHWH hat behütet“, „JHWH hat bewahrt“ | Esr 10,41         | ein zweiter in Mischehe Lebender, Nachkomme Sakkais                                         |
| Schemeber      | שֶׁמְאֵבֶר šæmʾevær                                | unbekannt | Gen 14,2          | König von Zebojim                                                                           |
| Schemed        | שֶׁמֶד šæmæd                                     | unbekannt, vllt. Schreibfehler von Schemer | 1 Chr 8,12        | Benjaminit                                                                                  |
| Schemer        | שֶׁמֶר šæmær                                     | „[Gott] hat behütet“ | 1 Kön 16,24       | Ursprünglicher Eigentümer des Bergsporns von Samaria                                        |
| Schemer        | שֶׁמֶר šæmær                                     | „[Gott] hat behütet“ | 1 Chr 6,31        | Vorfahr des levitischen Sängers Etan                                                        |
| Schemer        | שֶׁמֶר šæmær                                     | „[Gott] hat behütet“ | 1 Chr 7,34        | Asserit, auch Schomer                                                                       |
| Schemer        | שֶׁמֶר šæmær                                     | „[Gott] hat behütet“ | 1 Chr 8,12        | Benjaminit                                                                                  |
| Schemida       | שְׁמִידָע šæmîdāʿ                                 | unsicher, vllt. „ŠM hat erkannt“, „ŠM hat sich gekümmert“ oder „der Name/Nachkomme hat erkannt“, „der Name/Nachkomme hat sich gekümmert“             | Num 26,32 u. ö.   | Sohn Manasses                                                                               |
| Schemiramot    | שְׁמִירָמוֹת šəmîrāmôt                             | unsicher, vllt. „ŠM ist [die] Höhe“ oder „der Name ist [die] Höhe“                                                                                   | 1 Chr 15,18 u. ö. | Levit des 2. Dienstgrades zur Zeit Davids, Musiker                                          |
| Schemiramot    | שְׁמִירָמוֹת šəmîrāmôt                             | unsicher, vllt. „ŠM ist [die] Höhe“ oder „der Name ist [die] Höhe“                                                                                   | 2 Chr 17,8        | Levit zur Zeit Josafats                                                                     |
| Schemuël       | שְׁמוּאֵל šəmūʾēl                                 | umstritten, „ŠM ist Gott“ oder „Name ist Gott“ i. S. v. „Nachkomme, Sohn“ oder „erhaben ist Gott“, „hoch ist Gott“                                   | Num 34,20         | Simeoniter, Sohn Ammihuds                                                                   |
| Schemuël       | שְׁמוּאֵל šəmūʾēl                                 | umstritten, „ŠM ist Gott“ oder „Name ist Gott“ i. S. v. „Nachkomme, Sohn“ oder „erhaben ist Gott“, „hoch ist Gott“                                   | 1 Chr 7,2         | Issacharit                                                                                  |
| Schenazzar     | שֶׁנְאַצַּר šænʾaṣṣar                               | unsicher, vllt. „Sîn schütze den König!“ oder „[Gott/NN] schütze den König!“                                                                         | 1 Chr 3,18        | Sohn Jechonjas                                                                              |
| Scherebja      | שֵׁרֵבְיָה šērēḇjâ                                 | unsicher, „JHWH hat vermehrt“, „JHWH hat fortgepflanzt“ oder „JHWH hat es heiß sein lassen“, „JHWH hat es trocken sein lassen“ oder „JHWH versteht“  | Esr 8,18 u. ö.    | Levit, Nachkomme Machlis                                                                    |
| Scheresch      | שֶׁרֶשׁ šæræš                                     | vllt. „festgewurzelt“, „Wurzeln schlagen“ oder „Spross“, „Nachkomme“ oder „schlau“, „schwach“                                                        | 1 Chr 7,16        | aus dem Stamm Manasse, Sohn Machirs und der Maacha                                          |
| Scheschai      | שֵׁשַׁי šēšaj                                     | unsicher | Num 13,22         | Bewohner Hebrons, Sohn Anaks                                                                |
| Scheschan      | שֵׁשָׁן šēšān                                     | unsicher | 1 Chr 2,31 u. ö.  | Jerachmeeliter                                                                              |
| Scheschbazzar  | שֵׁשְׁבַּצַּר šēšbaṣṣar                               | „Šamaš, schütze den Vater“ oder „Sin schütze den Sohn“                                                                                               | Esr 1,8 u. ö.     | babylonischer Sonderbeauftragter für die Rückführung der Tempelgeräte nach Jerusalem        |
| Schetar        | שֵׁתָר šētār                                     | unsicher, vllt. „glänzend“ oder „Herrschaft“ | Est 1,14          | Berater des Königs Xerxes                                                                   |
| Schetar-Bosnai | שְׁתַר בּוֹזְנַי šətar bōznaj                        | vllt. „Glänzender Stern“ | Esr 5,3 u. ö.     | Beamter des persischen Königs                                                               |
| Schewa         | שְׁוָא šəwāʾ                                     | unsicher, vllt. „Ähnlichkeit [des Kindes mit jemandem]“                                                                                              | 2 Sam 20,25       | Staatsschreiber unter David                                                                 |
| Schewa         | שְׁוָא šəwāʾ                                     | unsicher, vllt. „Ähnlichkeit [des Kindes mit jemandem]“                                                                                              | 1 Chr 2,49        | Sohn Kalebs und der Maacha                                                                  |
| Schifi         | שִׁפְעִי šip̄ʿî                                    | „[Mein] Überfluss“ | 1 Chr 4,37        | Simeonit                                                                                    |
| Schifra        | שִׁפְרָה šip̄râ                                    | „Schönheit“ | Ex 1,15           | Hebamme in Ägypten                                                                          |
| Schiftan       | שִׁפְטָן šip̄ṭān                                   | „[Gott] hat Recht verschafft“ oder „Strafgericht“, „Rechtsentscheid“                                                                                 | Num 34,24         | Efraimitier, Vater Kemuëls                                                                  |
| Schilhi        | שִׁלחִי šilḥî                                    | unsicher, vllt. „[Gott] hat [das Kind] gesandt“ | 1 Kön 22,42 u. ö. | Großvater Josaphats                                                                         |
| Schillem       | שִׁלֵּם šillēm                                    | „[Gott] hat ersetzt“, „[Gott] hat wiederhergestellt“                                                                                                 | Gen 46,24 u. ö.   | jüngster Sohn Naftalis                                                                      |
| Schilo         | שִׁילֹה šîlô                                     | unbekanntes Wort | Gen 49,10         | Kommender einer Verheißung, möglicherweise messianisch zu deuten                            |
| Schilscha      | שִׁלְשָׁה šilšâ                                    | unsicher, vllt. „gehorsam“, „sanft“ oder „Drei“ i. S. v. „Drilling“, bzw. „drittes Kind“                                                             | 1 Chr 7,37        | Asserit                                                                                     |
| Schima         | שִׁמְאָה šimmâ                                    | unbekannt, vllt. „hüten“ oder „hören“ | 1 Chr 8,32        | Benjaminiter, Sohn Miklots                                                                  |
| Schima         | שִׁמְעָא šimmʿāʾ und שִׁמְעָה šimmʿâ                  | „[Gott] hat gehört“ | 1 Sam 16,9 u. ö.  | Sohn Isais, Bruder König Davids, auch Schamma                                               |
| Schima         | שִׁמְעָא šimmʿāʾ                                  | „[Gott] hat gehört“ | 2 Sam 5,14 u. ö.  | Sohn Davids, geboren zu Jerusalem, auch Schammua                                            |
| Schima         | שִׁמְעָא šimmʿāʾ                                  | „[Gott] hat gehört“ | 1 Chr 2,13 u. ö.  | Bruder Davids, auch Schamma                                                                 |
| Schima         | שִׁמְעָא šimmʿāʾ                                  | „[Gott] hat gehört“ | 1 Chr 6,24        | Großvater Asafs                                                                             |
| Schimat        | שִׁמְעָת šimmʿāt                                  | „[Gott] hat erhört“ | 2 Kön 12,22 u. ö. | Mutter eines der Mörder Joas                                                                |
| Schimi         | שִׁמְעִי šimʿî                                    | „[Gott] hat erhört“ oder „meine Erhörung“ | Ex 6,17 u. ö.     | Sohn Gerschoms                                                                              |
| Schimi         | שִׁמְעִי šimʿî                                    | „[Gott] hat erhört“ oder „meine Erhörung“ | 2 Sam 16,5 u. ö.  | Benjaminiter, Sohn Geras, aus dem Haus Sauls                                                |
| Schimi         | שִׁמְעִי šimʿî                                    | „[Gott] hat erhört“ oder „meine Erhörung“ | 2 Sam 21,21       | Bruder Davids, auch Schima                                                                  |
| Schimi         | שִׁמְעִי šimʿî                                    | „[Gott] hat erhört“ oder „meine Erhörung“ | 1 Kön 1,8 u. ö.   | Verwalter Salomos in Benjamin, Sohn Elas                                                    |
| Schimi         | שִׁמְעִי šimʿî                                    | „[Gott] hat erhört“ oder „meine Erhörung“ | 1 Chr 3,19        | Davidide, Sohn Pedajas, Bruder Serubbabels                                                  |
| Schimi         | שִׁמְעִי šimʿî                                    | „[Gott] hat erhört“ oder „meine Erhörung“ | 1 Chr 4,26f       | Simeoniter, Sohn Mischmas                                                                   |
| Schimi         | שִׁמְעִי šimʿî                                    | „[Gott] hat erhört“ oder „meine Erhörung“ | 1 Chr 5,4         | Rubeniter, Sohn Gogs                                                                        |
| Schimi         | שִׁמְעִי šimʿî                                    | „[Gott] hat erhört“ oder „meine Erhörung“ | 1 Chr 6,14        | Levit, Sohn Libnis                                                                          |
| Schimi         | שִׁמְעִי šimʿî                                    | „[Gott] hat erhört“ oder „meine Erhörung“ | 1 Chr 6,27        | Vorfahr Hemans                                                                              |
| Schimi         | שִׁמְעִי šimʿî                                    | „[Gott] hat erhört“ oder „meine Erhörung“ | 1 Chr 8,21        | Benjaminit                                                                                  |
| Schimi         | שִׁמְעִי šimʿî                                    | „[Gott] hat erhört“ oder „meine Erhörung“ | 1 Chr 23,7        | Levit, Gerschoniter                                                                         |
| Schimi         | שִׁמְעִי šimʿî                                    | „[Gott] hat erhört“ oder „meine Erhörung“ | 1 Chr 25,3        | Sänger, Sohn Jedutuns                                                                       |
| Schimi         | שִׁמְעִי šimʿî                                    | „[Gott] hat erhört“ oder „meine Erhörung“ | 1 Chr 27,27       | Aufseher über die Weinberge unter David                                                     |
| Schimi         | שִׁמְעִי šimʿî                                    | „[Gott] hat erhört“ oder „meine Erhörung“ | 2 Chr 29,14       | Levit, Sohn Hemans                                                                          |
| Schimi         | שִׁמְעִי šimʿî                                    | „[Gott] hat erhört“ oder „meine Erhörung“ | 2 Chr 31,12f      | Levit zur Zeit Hiskias                                                                      |
| Schimi         | שִׁמְעִי šimʿî                                    | „[Gott] hat erhört“ oder „meine Erhörung“ | Esr 10,23.33.38   | drei geschiedene Judäer                                                                     |
| Schimi         | שִׁמְעִי šimʿî                                    | „[Gott] hat erhört“ oder „meine Erhörung“ | Est 2,5           | Großvater Mordechais                                                                        |
| Schimon        | שִׁימוֹן šîmōn                                   | unsicher, vllt. vom Griechischen beeinflusste Volksetymologie zu Simeon oder „Name“                                                                  | 1 Chr 4,20        | Judäer                                                                                      |
| Schimrat       | שִׁמְרָת šimrāt                                   | „[Gott] hat behütet“ | 1 Chr 8,21        | Benjaminiter, Sohn Schimis                                                                  |
| Schimri        | שִׁמְרִי šimrî                                    | „[Gott] hat behütet“ | 1 Chr 4,37        | Simeonit                                                                                    |
| Schimri        | שִׁמְרִי šimrî                                    | „[Gott] hat behütet“ | 1 Chr 11,45       | Vater eines Helden Davids                                                                   |
| Schimri        | שִׁמְרִי šimrî                                    | „[Gott] hat behütet“ | 1 Chr 26,10       | Levit und Merariter, Oberhaupt der Söhne Hosas                                              |
| Schimri        | שִׁמְרִי šimrî                                    | „[Gott] hat behütet“ | 2 Chr 29,13       | Levit zur Zeit Hiskijas, Nachkomme Elizafans                                                |
| Schimrit       | שִׁמְרִית šimrît                                  | „[Gott] hat behütet“ | 2 Chr 24,26       | Mutter eines Mörders Joas, auch Schomer                                                     |
| Schimron       | שִׁמְרוֹן šimrōn und שִׁמְרֹן šimrōn                  | „[Gott] hat behütet“ | Gen 46,13 u. ö.   | Sohn Issachars                                                                              |
| Schimschai     | שִׁמְשַׁי šimšaj                                   | „Sonne[nkind]“ | Esr 4,8 u. ö.     | Schreiber                                                                                   |
| Schinab        | שִׁנְאָב šinʾāḇ                                   | unsicher, vllt. „Sîn ist [sein] Vater“ | Gen 14,2          | König von Adma                                                                              |
| Schisa         | שִׁיזָא šîzāʾ                                    | unsicher, vllt. „Gott rettet“ | 1 Chr 11,42       | Vater eines Helden Davids                                                                   |
| Schischa       | שִׁישָׁא šîšāʾ                                    | „Briefschreiber [des Königs]“ | 1 Kön 4,3         | Vater der Chefs der Zivilverwaltung unter Salomo                                            |
| Schischak I.   | שִׁישַׁק šîšaq und שׁוּשַׁק šūšaq                     | unbekannt | 1 Kön 11,40 u. ö. | Pharao                                                                                      |
| Schitrai       | שִׁטְרַי šiṭraj                                   | unsicher, vllt. „Schreiber“ | 1 Chr 27,29       | Aufseher über Davids Großvieh                                                               |
| Schobab        | שׁוֹבָב šōḇāḇ                                    | „der Zurückgebrachte“ | 2 Sam 5,14 u. ö.  | Sohn Davids, geboren zu Jerusalem                                                           |
| Schobab        | שׁוֹבָב šōḇāḇ                                    | „der Zurückgebrachte“ | 1 Chr 2,18        | Sohn der Jeriot, der Tochter Kalebs                                                         |
| Schobach       | שׁוֹבַךְ šōḇaḵ und שׁוֹפַךְ šōp̄aḵ                     | unbekannt | 2 Sam 10,16 u. ö. | Oberbefehlshaber Hadad-Esers                                                                |
| Schobai        | שֹׁבַי šōḇāj                                     | unsicher, vllt. „der Gefangene“, „der Deportierte“ oder „zurückkehren“, „umwenden“ oder „der auf Geheiß Gottes [Gekommene]“ oder „Junge“, „Jüngling“ | Esr 2,42 u. ö.    | Torwächtern, Heimkehrer unter Serubbabel                                                    |
| Schobal        | שׁוֹבָל šōḇāl                                    | unsicher, vllt. „Korb“ oder „herabhängen“ | Gen 36,20 u. ö.   | Sohn des Horiters Seïr, Häuptling                                                           |
| Schobal        | שׁוֹבָל šōḇāl                                    | unsicher, vllt. „Korb“ oder „herabhängen“ | 1 Chr 2,50 u. ö.  | Kalebiter, Sohn Hurs, Vater des Kirjat-Jearim                                               |
| Schobek        | שׁוֹבֵק šōḇaq                                    | unsicher, vllt. „loslassen“, „zurücklassen“ oder „übertreffen“, „Sieger“                                                                             | Neh 10,25         | Volksoberhaupt                                                                              |
| Schobi         | שֹׁבִי šōḇî                                      | unbekannt, vllt. dialektische Form zu Schobai | 2 Sam 17,27       | Sohn des Nahasch                                                                            |
| Schoham        | שֹׁהַם šōham                                     | „Karneol“ | 1 Chr 24,27       | Levit                                                                                       |
| Schomer        | שׁוֹמֵר šōmēr                                    | „Hüter“, „Wächter“ | 2 Kön 12,22 u. ö. | Vater oder Mutter eines der Mörder des Joas                                                 |
| Schua          | שׁוּעַ šūaʿ                                      | „um Hilfe rufen“ oder „gerettet werden“, oder „[Gott/mein Vater] ist Hilfe/Rettung“                                                                  | Gen 38,2 u. ö.    | Schwiegervater Judas                                                                        |
| Schua          | שׁוּעָא šūʿāʾ                                    | „um Hilfe rufen“ oder „gerettet werden“, oder „[Gott/mein Vater] ist Hilfe/Rettung“                                                                  | 1 Chr 7,32        | Asseritin, Tochter Hebers                                                                   |
| Schuach        | שׁוּחַ šūaḥ                                      | unbekannt | Gen 25,2 u. ö.    | Sohn Abrahams und Keturas                                                                   |
| Schual         | שׁוּעָל šūʿāl                                    | „Fuchs“ | 1 Chr 7,36        | Asserit                                                                                     |
| Schubaël       | שׁוּבָאֵל šūḇāʾēl, שְׁבוּאֵל šəḇūʾēl und שְׁבֻאֵל šəḇuʾēl | „Komm wieder, o Gott!“ | 1 Chr 23,16 u. ö. | Levit, Enkel des Mose                                                                       |
| Schubaël       | שׁוּבָאֵל šūḇāʾēl, שְׁבוּאֵל šəḇūʾēl und שְׁבֻאֵל šəḇuʾēl | „Komm wieder, o Gott!“ | 1 Chr 25,4 u. ö.  | Sänger aus der Sippe heman                                                                  |
| Schuha         | שׁוּחָה šūḥâ                                     | unbekannt | 1 Chr 4,11        | Judäer                                                                                      |
| Schuham        | שׁוּחָם šūḥâm                                    | unbekannt | Num 26,42         | Sohn Dans                                                                                   |
| Schulammit     | שׁוּלַמִּית šūlammît                               | unsicher | Hld 7,1           | Angeredete im Hohelied, auch Sulamith                                                       |
| Schuni         | שׁוּנִי šūnî                                     | unsicher, vllt. Pflanzenbezeichnung oder „geeignet“, „vortrefflich“                                                                                  | Gen 46,16 u. ö.   | drittältester Sohn Gads                                                                     |
| Schuppim       | שֻׁפִּים šuppîm und שֻׁפִּם šuppim                    | unsicher | 1 Chr 7,12.15     | Benjaminit                                                                                  |
| Schuppim       | שֻׁפִּים šuppîm und שֻׁפִּם šuppim                    | unsicher | 1 Chr 26,16       | levitische Torhüterabteilung                                                                |
| Schutelach     | שׁוּתֶלַח šūtælaḥ                                 | unbekannt | Num 26,35 u. ö.   | von Ephraim                                                                                 |
| Seba           | סְבָא səḇāʾ                                     | unbekannt | Gen 10,7 u. ö.    | Sohn Kuschs, Urenkel Noachs                                                                 |
| Sebach         | זֶבַח zæḇaḥ                                     | „Schlachtopfer“ | Ri 8,5 u. ö.      | Midianitischer König                                                                        |
| Sebadja        | זְבַדְיָהוּ zəḇadjāhū                              | „geschenkt hat JHWH“ | 1 Chr 26,2        | Sohn Meschelemjas                                                                           |
| Sebadja        | זְבַדְיָהוּ zəḇadjāhū                              | „geschenkt hat JHWH“ | 2 Chr 17,8        | Levit                                                                                       |
| Sebadja        | זְבַדְיָהוּ zəḇadjāhū                              | „geschenkt hat JHWH“ | 2 Chr 19,11       | Vorsteher im Hause Juda                                                                     |
| Sebadja        | זְבַדְיָה zəḇadjâ                                 | „geschenkt hat JHWH“ | 1 Chr 8,15        | Benjaminit, Nachkomme Berias                                                                |
| Sebadja        | זְבַדְיָה zəḇadjâ                                 | „geschenkt hat JHWH“ | 1 Chr 8,17        | Benjaminit, Nachkomme Elpaals                                                               |
| Sebadja        | זְבַדְיָה zəḇadjâ                                 | „geschenkt hat JHWH“ | 1 Chr 12,8        | Anhänger Davids, Nachkomme Jerohams                                                         |
| Sebadja        | זְבַדְיָה zəḇadjâ                                 | „geschenkt hat JHWH“ | 1 Chr 27,7        | Heerführer unter David                                                                      |
| Sebadja        | זְבַדְיָה zəḇadjâ                                 | „geschenkt hat JHWH“ | Esr 8,8           | Heimkehrer, Nachkomme Schefatjas                                                            |
| Sebadja        | זְבַדְיָה zəḇadjâ                                 | „geschenkt hat JHWH“ | Esr 10,20         | in Mischehe Lebender, Nachkomme Immers                                                      |
| Sebina         | זְבִינָא zəḇînāʾ                                 | „der Gekaufte“ | Esr 10,43         | Nachkomme Nebos, in Mischehe Lebender                                                       |
| Sebuda         | זְבוּדָּה zəḇūddâ                                 | „[Gott] hat geschenkt“ | 2 Kön 23,36       | Mutter Jojakims                                                                             |
| Sebul          | זְבֻל zəḇul                                     | vllt. „Wohnung“ | Ri 9,28 u. ö.     | Vogt                                                                                        |
| Sebulon        | זְבֻלוּן səḇulūn und זְבוּלֻן səḇūlun               | fraglich, vllt. „Wohnung“ oder „Wohnung Gottes“ | Gen 30,20 u. ö.   | Sohn Jakobs und Leas                                                                        |
| Secharja       | זְכַרְיָהוּ zəḵarjāhū                              | „JHWH hat sich erinnert“, „JHWH gedenkt“ | 2 Chr 21,2        | Sohn Josafats                                                                               |
| Secharja       | זְכַרְיָהוּ zəḵarjāhū                              | „JHWH hat sich erinnert“, „JHWH gedenkt“ | 2 Chr 26,5        | Prophet                                                                                     |
| Secharja       | זְכַרְיָהוּ zəḵarjāhū                              | „JHWH hat sich erinnert“, „JHWH gedenkt“ | Jes 8,2           | Priester                                                                                    |
| Secharja       | זְכַרְיָהוּ zəḵarjāhū und זְבַדְיָה zəḇadjâ            | „JHWH hat sich erinnert“, „JHWH gedenkt“ | 1 Chr 5,7 u. ö.   | verschiedene Personen                                                                       |
| Secharja       | זְבַדְיָה zəḇadjâ                                 | „JHWH hat sich erinnert“, „JHWH gedenkt“ | 2 Kön 14,29 u. ö. | König von Israel, Sohn Jerobeams II.                                                        |
| Secharja       | זְבַדְיָה zəḇadjâ                                 | „JHWH hat sich erinnert“, „JHWH gedenkt“ | 2 Kön 18,2 u. ö.  | Großbater Hiskias                                                                           |
| Secharja       | זְבַדְיָה zəḇadjâ                                 | „JHWH hat sich erinnert“, „JHWH gedenkt“ | 2 Chr 24,20       | Prophet unter Joas                                                                          |
| Secher         | זֶכֶר zæḵær                                     | „[Gott] gedenkt“, „[Gott] hat sich erinnert“ | 1 Chr 8,31        | Benjaminit                                                                                  |
| Seeb           | זְאֵב səʾēḇ                                     | „Wolf“ | Ri 7,25 u. ö.     | Midianiterfürst                                                                             |
| Segub          | שְׂגוּב śəgūḇ                                    | „[Gott] ist erhaben“ | 1 Kön 16,34       | Sohn Hiëls                                                                                  |
| Segub          | שְׂגוּב śəgūḇ                                    | „[Gott] ist erhaben“ | 1 Chr 2,21        | Kalebiter, Sohn Hezrons und der Tochter Machirs, Vater Jaïrs                                |
| Seïr           | שֵׂעִיר śēʿîr                                    | „bewachsenes, bewaldetes Land“ | Gen 36,20         | Horiter                                                                                     |
| Sekundus       | Σεκοῦνδος Sekûndos                            | „der zweite [Sohn]“ | Apg 20,4          | aus Thessalonich                                                                            |
| Seled          | סֶלֶד sælæd                                     | „Freudesprung“ | 1 Chr 2,30        | Jerachmeeliter                                                                              |
| Sem            | שֵׁם šēm                                        | „Name“ i. S. v. „Nachkomme“ | Gen 5,32 u. ö.    | Sohn Noachs, Stammvater der Semiten                                                         |
| Semachja       | סֶמַכְיָהוּ sæmaḵjāhū                              | „JHWH hat geholfen“ | 1 Chr 26,7        | Nachkomme Schemajas                                                                         |
| Semira         | זְמִירָה zəmîrâ                                  | unsicher | 1 Chr 7,8         | Von Benjamin                                                                                |
| Senaa          | סְנָאָה sənāʾâ                                   | unklar, vllt. „gehasst“, „zurückgesetzt“ | Esr 2,35 u. ö.    | Exilant                                                                                     |
| Seorim         | שְׂעֹרִים śəʿōrîm                                 | unsicher, vllt. „der Haarige“ oder „haarige Körner“, „Gerste“                                                                                        | 1 Chr 24,8        | Priester                                                                                    |
| Serach         | שֶׂרַח śæraḥ                                     | unsicher, vllt. „aufrichten“, „kundtun“, „erklären“ oder „stolz“, „prächtig sein“                                                                    | Gen 46,17 u. ö.   | Tochter Aschers                                                                             |
| Serach         | זֶרַח zæraḥ                                     | „[Gott] ist aufgegangen“, „[Gott] ist hervorgebrochen“                                                                                               | Gen 36,13 u. ö.   | Sohn Reguëls, Enkel Esaus                                                                   |
| Serach         | זֶרַח zæraḥ                                     | „[Gott] ist aufgegangen“, „[Gott] ist hervorgebrochen“                                                                                               | Gen 36,33         | Nachkomme Esaus.                                                                            |
| Serach         | זֶרַח zæraḥ                                     | „[Gott] ist aufgegangen“, „[Gott] ist hervorgebrochen“                                                                                               | Gen 38,30 u. ö.   | Sohn Tamars und Judas                                                                       |
| Serach         | זֶרַח zæraḥ                                     | „[Gott] ist aufgegangen“, „[Gott] ist hervorgebrochen“                                                                                               | Num 26,13         | Sohn Simeons, Stammvater der Serachiter                                                     |
| Serach         | זֶרַח zæraḥ                                     | „[Gott] ist aufgegangen“, „[Gott] ist hervorgebrochen“                                                                                               | 1 Chr 6,6         | Levit, Sohn Iddos (Adajas), Vater Etnis                                                     |
| Serach         | זֶרַח zæraḥ                                     | „[Gott] ist aufgegangen“, „[Gott] ist hervorgebrochen“                                                                                               | 2 Chr 14,8        | Kuschit                                                                                     |
| Serachja       | זְרַחְיָה zəraḥjâ                                 | „JHWH ist aufgegangen“, „JHWH ist hervorgebrochen“                                                                                                   | Esr 7,4 u. ö.     | Priester                                                                                    |
| Serachja       | זְרַחְיָה zəraḥjâ                                 | „JHWH ist aufgegangen“, „JHWH ist hervorgebrochen“                                                                                                   | Esr 8,4           | Vater Eljoënais                                                                             |
| Seraja         | שְׂרָיָהוּ śərājāhū                                | „JHWH ist Herrscher“ | Jer 36,26         | Sohn Asriëls, von Jerachmeel zur Festnahme Jeremia Beauftragter                             |
| Seraja         | שְׂרָיָה śərājâ                                   | „JHWH ist Herrscher“ | 2 Sam 8,17 u. ö.  | Staatsschreiber unter David                                                                 |
| Seraja         | שְׂרָיָה śərājâ                                   | „JHWH ist Herrscher“ | 2 Kön 25,18 u. ö. | Oberpriester zur Zeit Zedekias                                                              |
| Seraja         | שְׂרָיָה śərājâ                                   | „JHWH ist Herrscher“ | 2 Kön 25,23 u. ö. | Sohn Tanhumets aus Netofa                                                                   |
| Seraja         | שְׂרָיָה śərājâ                                   | „JHWH ist Herrscher“ | 1 Chr 4,13f       | Sohn Kenas, Vater Joabs, aus dem Stamm Juda                                                 |
| Seraja         | שְׂרָיָה śərājâ                                   | „JHWH ist Herrscher“ | 1 Chr 4,35        | Simeoniter, Sohn Asiëls, Vater Joschibjas                                                   |
| Seraja         | שְׂרָיָה śərājâ                                   | „JHWH ist Herrscher“ | Esr 7,1           | Vater Esras, Sohn Asarjas                                                                   |
| Seraja         | שְׂרָיָה śərājâ                                   | „JHWH ist Herrscher“ | Esr 2,2 u. ö.     | verschiedene Personen                                                                       |
| Sered          | סֶרֶד særæd                                     | unklar, vllt. „Ölbaum“ | Gen 46,14 u. ö.   | Sohn Sebulons                                                                               |
| Seresch        | זֶרֶשׁ zæræš                                     | umstritten | Est 5,10 u. ö.    | Frau Hamans                                                                                 |
| Sergius        | Σέργιος Sérgios                               | unbekannt | Apg 13,7          | Sergius Paulus, Prokonsul von Zypern                                                        |
| Serubbabel     | זְרֻבָּבֶל zərubbāḇæl                              | „Nachkomme Babels“ | 1 Chr 3,19 u. ö.  | Davidide, persischer Pepatriierungskommissar                                                |
| Serug          | שְׂרוּג śərūg                                    | unbekannt | Gen 11,20 u. ö.   | Sohn Regus, Vater Nahors                                                                    |
| Set            | שֵׁת šēt                                        | unsicher, vllt. „Fundament“ oder Ersatzname | Gen 4,25 u. ö.    | Sohn von Adam und Eva                                                                       |
| Setam          | זֵתָם zētām                                     | unsicher, vllt. „Ölbaum“ | 1 Chr 23,8        | von Levi                                                                                    |
| Setan          | זֵיתָן zêtān                                    | „Ölbaum“ | 1 Chr 7,10        | von Benjamin                                                                                |
| Setar          | זֵתַר zêtār                                     | umstritten, vllt. „Herrschaft“, „Reich“ | Est 1,10          | Hofbeamter und Haremsdiener des persischen Königs                                           |
| Setur          | סְתוּר sətūr                                    | „[Gott] verbirgt sich“ oder „verborgen“ i. S. v. „geschützt“                                                                                         | Num 13,13         | Kundschafter, Sohn Michaels, aus dem Stamm Ascher                                           |
| Sia            | זִיעַ zîaʿ                                      | unsicher, vllt. „der Zitterer“ | 1 Chr 5,13        | von Gad                                                                                     |
| Sia            | סִיעָא zîʿāʾ                                    | „helfen“, „Gesellschaft“, „begleiten“ | Esr 2,44          | Tempelsklave                                                                                |
| Sibbechai      | סִבְּכַי sibbəḵaj                                 | unklar, vllt. „JHWH hat [das Kind im Mutterleib] geflochten“                                                                                         | 2 Sam 21,18 u. ö. | Held Davids, aus Huscha, Nachkomme Serachs                                                  |
| Sichem         | שְׁכֶם šəḵæm                                     | „Nacken“, „Schulter“ | Gen 33,19 u. ö.   | Sohn Hamors, er vergewaltigt Dina, die Tochter Jakobs                                       |
| Sichri         | זִכְרִי ziḵrî                                    | „[JHWH] gedenkt“, „[JHWH] erinnert“ | Ex 6,21           | Sohn Jizhars, Enkel Kehats, Bruder Korachs                                                  |
| Sichri         | זִכְרִי ziḵrî                                    | „[JHWH] gedenkt“, „[JHWH] erinnert“ | 1 Chr 8,19 u. ö.  | verschiedene Personen                                                                       |
| Sidon          | צִידֹן ṣîdōn                                    | unsicher, vllt. „jagen“ | 1 Chr 4,16 u. ö.  | Nachkomme Kanaans                                                                           |
| Sifa           | זִיפָה zîp̄â                                     | vllt. „geborgt“ | 1 Chr 4,16        | Nachkomme Jehallelels                                                                       |
| Sihon          | סִיחוֹן sîḥōn und סִיחֹן sîḥōn                    | unbekannt | Num 21,21 u. ö.   | König der Amoriter in Heschbon                                                              |
| Silas          | Σίλας Sílas und Σιλᾶς Silâs                   | „der Erbetene“ oder „[Gott] hat erbeten“ | Apg 15,22 u. ö.   | Begleiter des Paulus                                                                        |
| Silpa          | זִלְפָּה zilppâ                                   | unsicher, vllt. „Rangstufe“, „Ehrenrang“ oder „eine mit kleiner Nase“                                                                                | Gen 29,24 u. ö.   | Magd Labans, später Leas, Mutter Gads und Aschers                                           |
| Silvanus       | Σιλουανός Siluanós                            | „Wald“ oder „der Erbetene“ oder „[Gott] hat erbeten“                                                                                                 | 2 Kor 1,19 u. ö.  | lateinischer Name des oder lateinische Form von Silas, Begleiter des Paulus                 |
| Simeon         | שִׁמְעוֹן šimʿōn                                  | „[Gott] hat gehört“ oder „Hyänenhund“ | Gen 29,33 u. ö.   | Simeon, ein Sohn Jakobs                                                                     |
| Simeon         | שִׁמְעוֹן šimʿōn                                  | „[Gott] hat gehört“ oder „Hyänenhund“ | Esr 10,31         | in Mischehe Lebender, Nachkomme Harims                                                      |
| Simeon         | Συμεών Symeōn                                 | „[Gott] hat gehört“ oder „Hyänenhund“ | Lk 2,25 u. ö.     | Simeon, ein Prophet                                                                         |
| Simeon         | Σίμων Símōn                                   | „[Gott] hat gehört“ oder „Hyänenhund“ | 1 Makk 2,3 u. ö.  | Simon Makkabäus                                                                             |
| Simma          | זִמָּה zimmâ                                     | unsicher, vllt. „[Gott] schützt“ oder „Plan“, „Vorhaben“                                                                                             | 1 Chr 6,5 u. ö.   | von Levi                                                                                    |
| Simon          | Σίμων Símōn                                   | „[Gott] hat gehört“ oder „Hyänenhund“ | Mt 4,18 u. ö.     | Simon Petrus, Jünger Jesu                                                                   |
| Simon          | Σίμων Símōn                                   | „[Gott] hat gehört“ oder „Hyänenhund“ | Mt 10,4 u. ö.     | Simon Kananäus, Jünger Jesu                                                                 |
| Simon          | Σίμων Símōn                                   | „[Gott] hat gehört“ oder „Hyänenhund“ | Mt 13,55 u. ö.    | Bruder Jesu                                                                                 |
| Simon          | Σίμων Símōn                                   | „[Gott] hat gehört“ oder „Hyänenhund“ | Mt 26,6 u. ö.     | Simon der Aussätzige, Gastgeber Jesu                                                        |
| Simon          | Σίμων Símōn                                   | „[Gott] hat gehört“ oder „Hyänenhund“ | Mt 27,32 u. ö.    | Simon aus Zyrene, Kreuzträger Jesu                                                          |
| Simon          | Σίμων Símōn                                   | „[Gott] hat gehört“ oder „Hyänenhund“ | Lk 7,40.43f       | Pharisäer, der Jesus einlud                                                                 |
| Simon          | Σίμων Símōn                                   | „[Gott] hat gehört“ oder „Hyänenhund“ | Joh 6,71 u. ö.    | Vater des Judas Iskariot                                                                    |
| Simon          | Σίμων Símōn                                   | „[Gott] hat gehört“ oder „Hyänenhund“ | Apg 9,43 u. ö.    | Simon der Gerber                                                                            |
| Simon          | Σίμων Símōn                                   | „[Gott] hat gehört“ oder „Hyänenhund“ | Apg 8,9 u. ö.     | Simon der Magier                                                                            |
| Simon          | Σίμων Símōn                                   | „[Gott] hat gehört“ oder „Hyänenhund“ | 1 Makk 2,3 u. ö.  | Simon Makkabäus                                                                             |
| Simon          | Σίμων Símōn                                   | „[Gott] hat gehört“ oder „Hyänenhund“ | Sir 50,1          | Hohepriester, Sohn des Onias                                                                |
| Simran         | זִמְרָן zimrān                                   | vllt. „Huftier“, „Garzelle“ | Gen 25,2 u. ö.    | Sohn Abrahams und Keturas                                                                   |
| Simri          | זִמְרִי zimrî                                    | „[Gott] hat beschützt“ | Num 25,14         | Simri, Simeoniter, Sohn Salus                                                               |
| Simri          | זִמְרִי zimrî                                    | „[Gott] hat beschützt“ | 1 Kön 16,9 u. ö.  | Simri, König von Israel                                                                     |
| Simri          | זִמְרִי zimrî                                    | „[Gott] hat beschützt“ | 1 Chr 2,6         | Simri, Sohn Serachs                                                                         |
| Simri          | זִמְרִי zimrî                                    | „[Gott] hat beschützt“ | 1 Chr 8,36 u. ö.  | Sohn Joaddas, Vater Mozas                                                                   |
| Simson         | שִׁמְשׁוֹן šimšōn                                  | „Sönnchen“, „kleine Sonne“ | Ri 13,14 u. ö.    | Richter                                                                                     |
| Sippai         | סִפַּי sippaj                                    | unbekannt | 2 Sam 21,18       | Rafaïter, wird von Sibbechai erschlagen                                                     |
| Sirach         | Σιραχ Sirach                                  | Pflanzenname, vllt. „Dorn“ | Sir 50,27         | Vater des Autors des apokryphen Buches Jesus Sirach                                         |
| Sisa           | זִיזָא zîzāʾ                                    | unsicher | 1 Chr 4,37        | von Simeon                                                                                  |
| Sisa           | זִיזָא zîzāʾ                                    | unsicher | 2 Chr 11,20       | Sohn Rehabeams und Maachas                                                                  |
| Sisa           | זִיזָה zîzâ                                     | unsicher | 1 Chr 23,11       | Levit, Sohn Schimis                                                                         |
| Sisera         | סִיסְרָא sîsərāʾ                                 | umstritten | Ri 4,2 u. ö.      | Sisera, Feldherr des Königs von Hazor                                                       |
| Sisera         | סִיסְרָא sîsərāʾ                                 | umstritten | Esr 2,53 u. ö.    | Tempelsklave                                                                                |
| Sismai         | סִסְמַי sismaj                                   | „Sasm“ (Göttername) | 1 Chr 2,40        | Jerachmeeliter                                                                              |
| Sitri          | סִתְרִי sitrî                                    | „[Gott ist] mein Schutz“ oder „verborgen“ | Ex 6,22           | Sohn Usiëls, Enkel Kehats                                                                   |
| Skeuas         | Σκευᾶς Seukâs                                 | „linkshändig“, „unaufrichtig“ | Apg 19,14         | jüdischer Oberpriester, auch Skevas                                                         |
| So             | סוֹא sōʾ                                       | „König“ | 2 Kön 17,4        | König von Ägypten                                                                           |
| Socho          | שֹוֹכוֹ šōḵō                                     | „Dorngehege“ | 1 Chr 4,18        | Kalebiter, Sohn Hebers                                                                      |
| Sodi           | סוֹדִי sōdî                                     | „in vertrauensvollem Gespräch [mit JHWH]“ | Num 13,10         | Sebuloniter, Vater des Kundschafters Gadiël                                                 |
| Soferet        | סוֹפֶרֶת sōp̄ærætסֹפֶרֶת sōp̄æræt                     | „Schreiber[amt]“ | Esr 2,55 u. ö.    | Nachkomme eines Sklaven Salomos                                                             |
| Sohet          | זוֹחֵת zōḥēt                                    | „hochmütig“ | 1 Chr 4,20        | von Juda                                                                                    |
| Sopater        | Σώπατρος Sōpatros                             | „Glück des Vaters“ | Apg 20,4          | Begleiter des Paulus                                                                        |
| Sosipater      | Σωσίπατρος Sōsípatros                         | „Glück des Vaters“ | Röm 16,21         | Grüßender im Römerbrief                                                                     |
| Sosipater      | Σωσίπατρος Sōsípatros                         | „Glück des Vaters“ | 2 Makk 12,19      | makkabäischer Offizier                                                                      |
| Sosthenes      | Σωσθένης Sōsthénēs                            | vllt. „rettend“, „mächtig“, „kräftig“ | Apg 18,17         | Synagogenvorsteher                                                                          |
| Sosthenes      | Σωσθένης Sōsthénēs                            | vllt. „rettend“, „mächtig“, „kräftig“ | 1 Kor 1,1         | Mitarbeiter des Paulus                                                                      |
| Sotai          | סוֹטַי sōṭaj und סֹטַי sōṭaj                      | unbekannt, vllt. „sich abwenden“ ode „abweichen“ | Esr 2,55 u. ö.    | Nachkomme eines Sklaven Salomos                                                             |
| Stachys        | Στάχυς Stáchys                                | „Ähre“ | Röm 16,9          | Gegrüßter im Römerbrief                                                                     |
| Stephanas      | Στεφανᾶς Stephanâs                            | „Kranz“, „Preis“, „Lohn“ oder „Kranzträger“ | 1 Kor 1,16        | von Paulus Getaufter                                                                        |
| Stephanus      | Στέφανος Stéphanos                            | „Kranz“, „Preis“, „Lohn“ | Apg 6,5 u. ö.     | Diakon, Märtyrer                                                                            |
| Suach          | סוּחַ sūaḥ                                      | unsicher, vllt. „einsinken“ oder „Kehricht“ | 1 Chr 7,36        | von Asser                                                                                   |
| Susanna        | Σουσάννα Susánna                              | „Lotusblüte“ | Lk 8,3            | Jüngerin Jesu                                                                               |
| Susanna        | Σουσάννα Susánna                              | „Lotusblüte“ | Dan 13,2 u. ö.    | Susanna, die Frau Jojakims, Tochter Hilkijas                                                |
| Susi           | סוּסִי sūsî                                     | „Pferd“ | Num 13,11         | aus dem Stamm Manasse, Vater des Kundschafters Gadi                                         |
| Syntyche       | Συντυχή Syntychē und Συντύχη Syntychē         | „die Glückliche“ oder „Ereignis“, „Zusammentreffen“                                                                                                  | Phil 4,2          | Angeredete im Brief an die Gemeinde in Philippi                                             |